# Běloruské nádraží (Moskva)
Běloruské nádraží (rusky Белорусский вокзал) je hlavní osobní železniční nádraží v Moskvě. Leží asi 4 km severozápadně od Rudého náměstí, na konci Tverské třídy. Je dostupné metrem linek 2 a 5, stanice Bělorusskaja. 

## Historie
Stanice byla otevřena roku 1870, kdy byla zprovozněna trať Moskva – Smolensk, během let prodloužená přes Minsk do Varšavy. Původní název Smolenské nádraží se pak změnil na Běloruské. V letech 1907–1912, když trať do Smolenska dostala druhou kolej, byla postavena současná budova a nádraží podstatně rozšířeno. V roce 2009 byla přistavěna prostorná hala pro vlaky Aeroexpres.

## Provozní informace
Stanice má celkem 6 nástupišť a 11 nástupních hran. Ve stanici je možnost zakoupení si jízdenky a je elektrifikovaná stejnosměrným proudem 3 kV. Provozuje ji společnost RŽD.

## Doprava
Obsluhuje osobní železniční dopravu, a to příměstskou (električki), regionální a dálkovou, i expresní linku na letiště Šteremeťjevo. Dálkové vlaky z Běloruského nádraží spojují Moskvu s následujícími městy:
Berlín, Brest, Gomel, Grodno, Kaliningrad, Minsk, Nice, Paříž, Polock, Praha, Smolensk, Varšava. Jižním směrem vede trasa do Anapy u Černého moře přes města Tula, Kursk, Voroněž a Rostov na Donu. Z Moskvy do Česka jezdí několik vlaků a přímých vozů: EuroNight Vltava jede do Bohumína a vede přímé vozy do Prahy. Rychlík z Moskvy do stanice Nice-Ville zastavuje v Bohumíně a Břeclavi.
Příměstské vlaky končí například v městech Dubna, Kubinka, Možajsk. Dále zde zastavují vlaky na lince MCD-1 mezi Lobňou a Odincovem, které jezdí v intervalu 30 minut. Aeroexpress na letiště Šeremeťjevo jezdí v intervalu 30 minut, doba jízdy 35 minut. Jednosměrná jízdenka 2. třídy stála v roce 2020 500 rublů. Vlaky EŠ 2 Eurasia jsou šestivozové dvoupatrové soupravy švýcarské firmy Stadler.

## Galerie

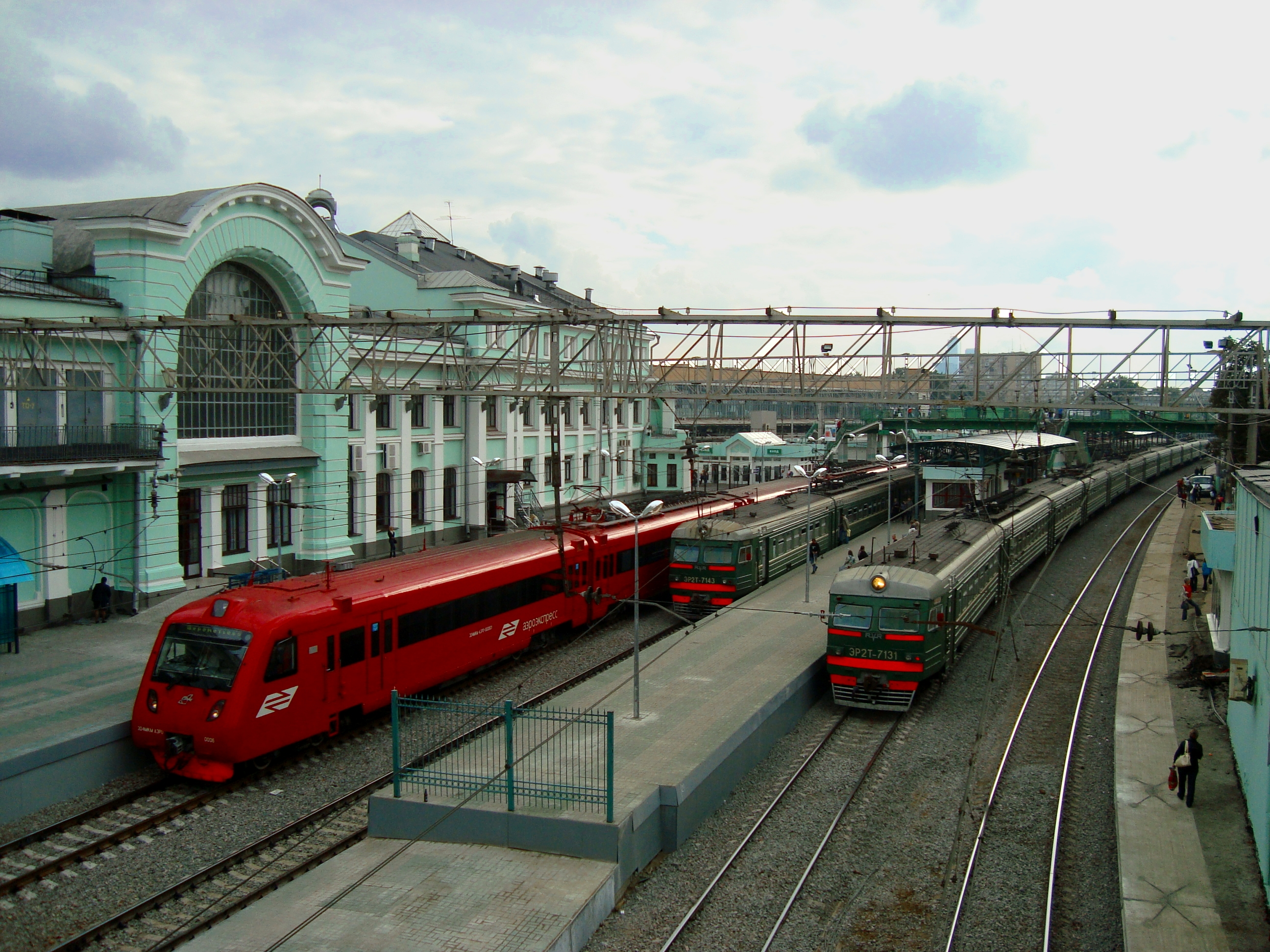
Pohled na nádraží z nadchodu.
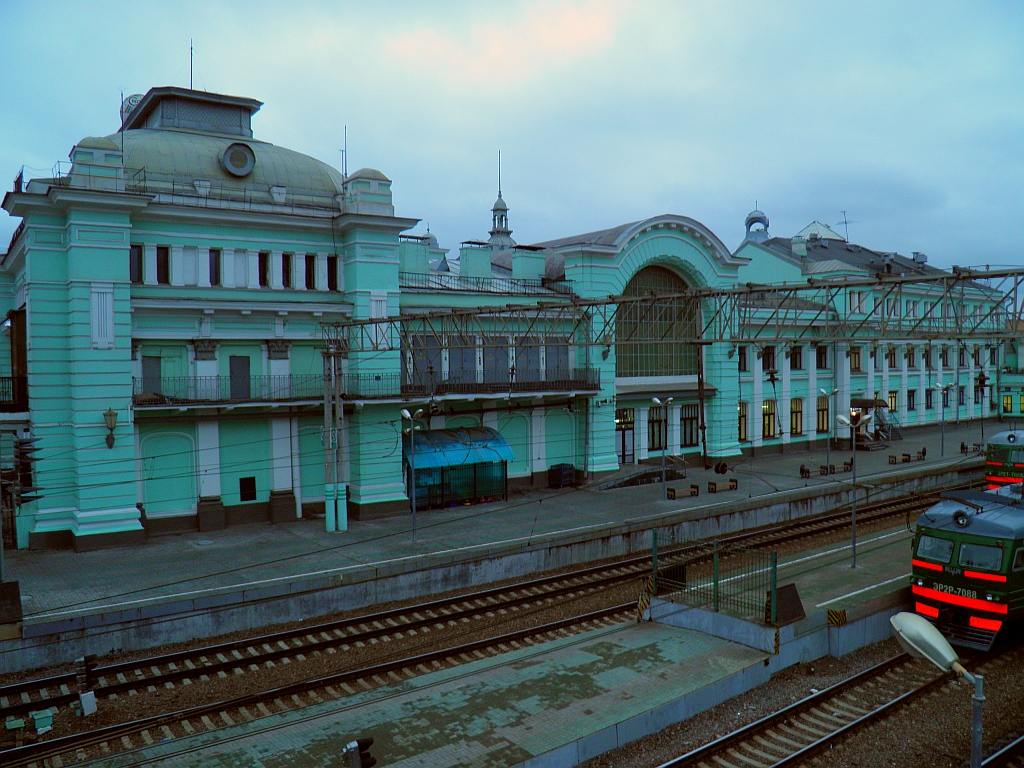
Nádražní budova z nadchodu.
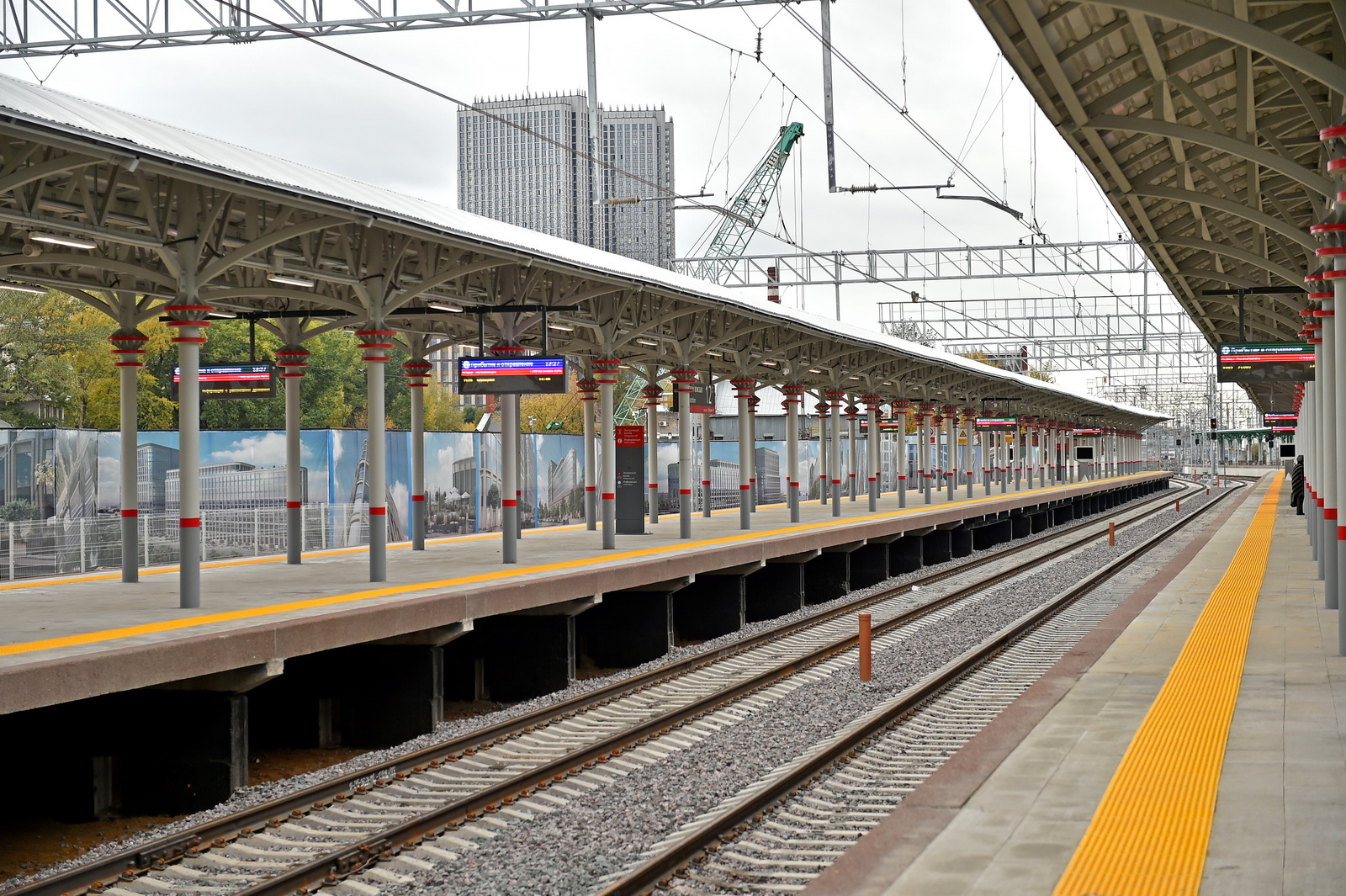
Nástupiště pro vlaky Aeroexpress.
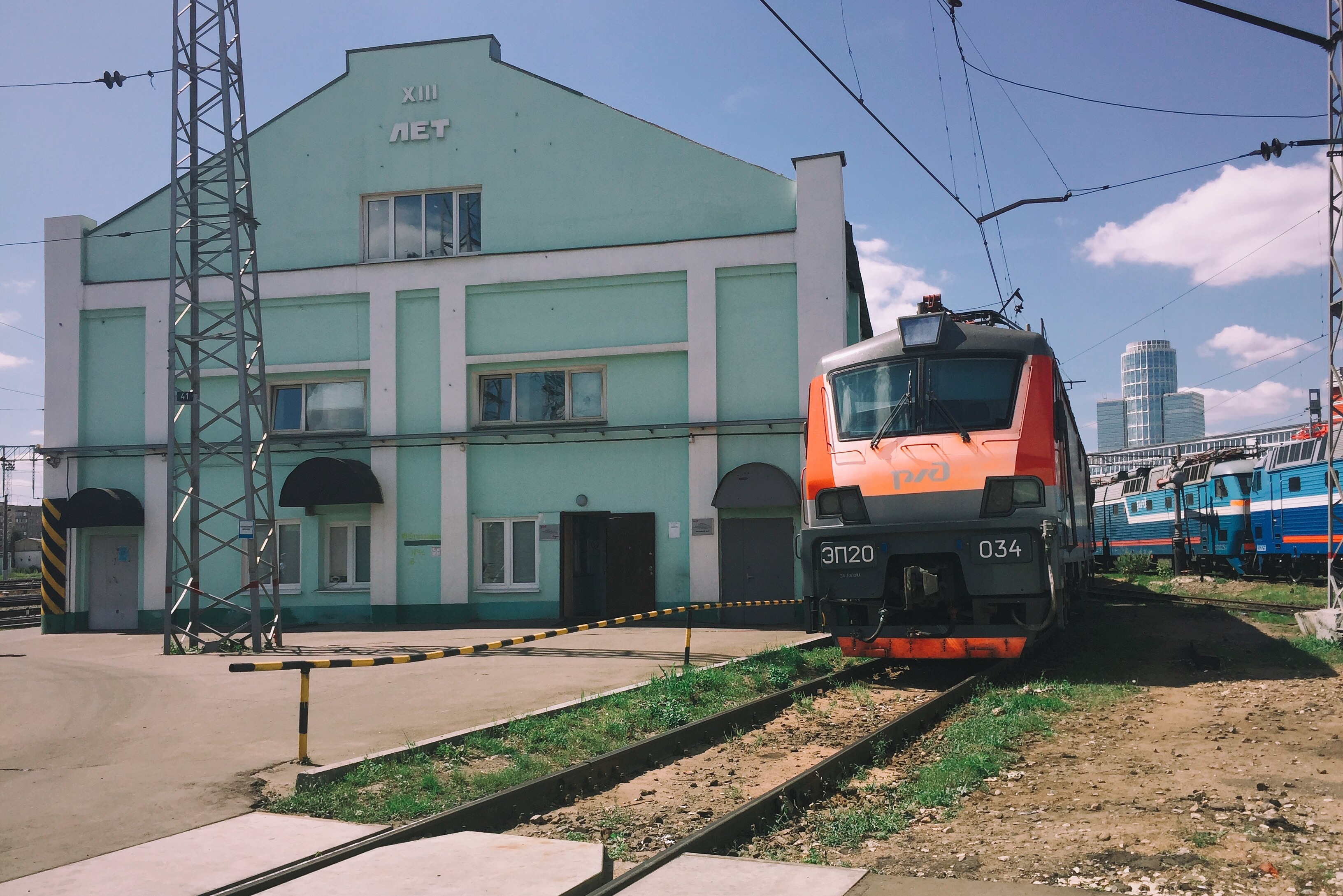
Zdejší depo.
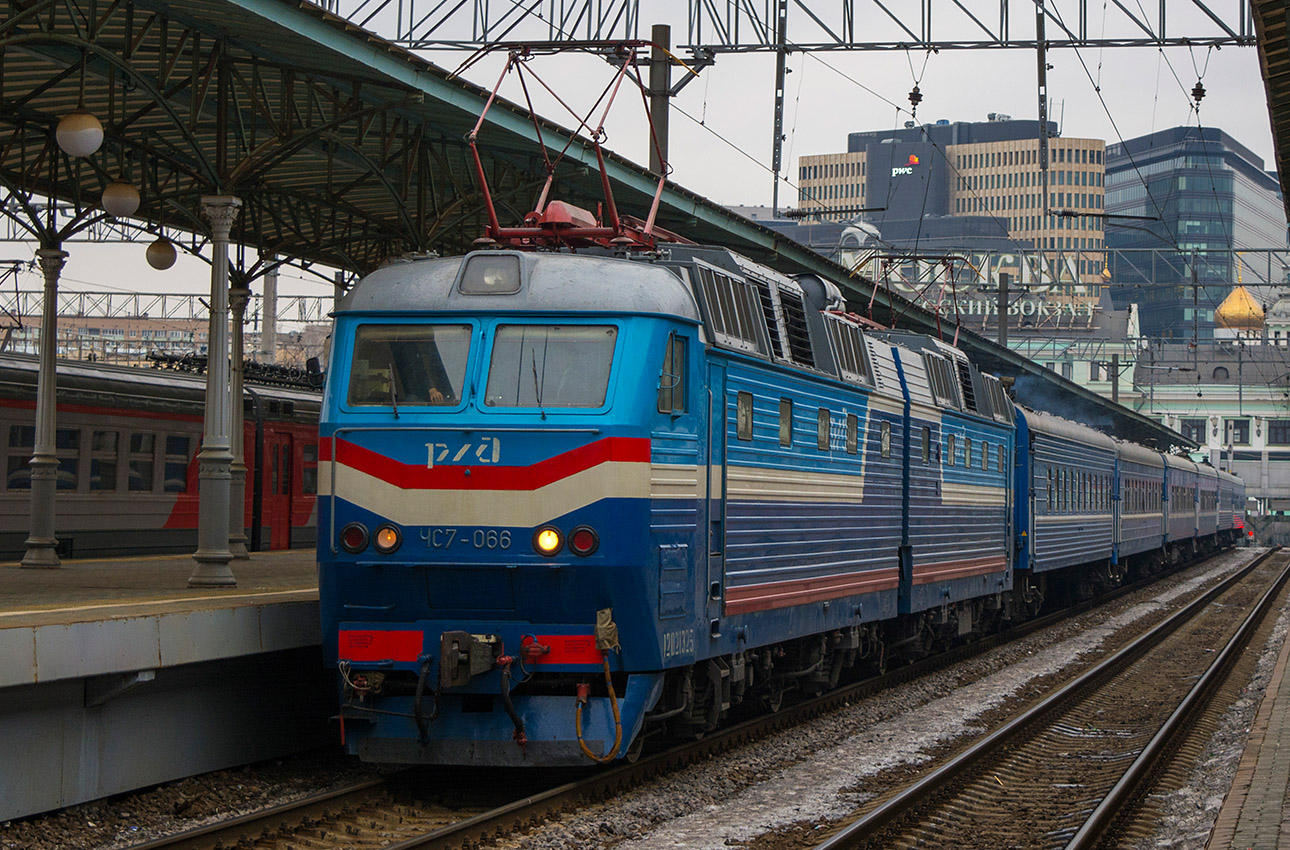
Lokomotiva ČS7-066 v čele rychlíku na nádraží.
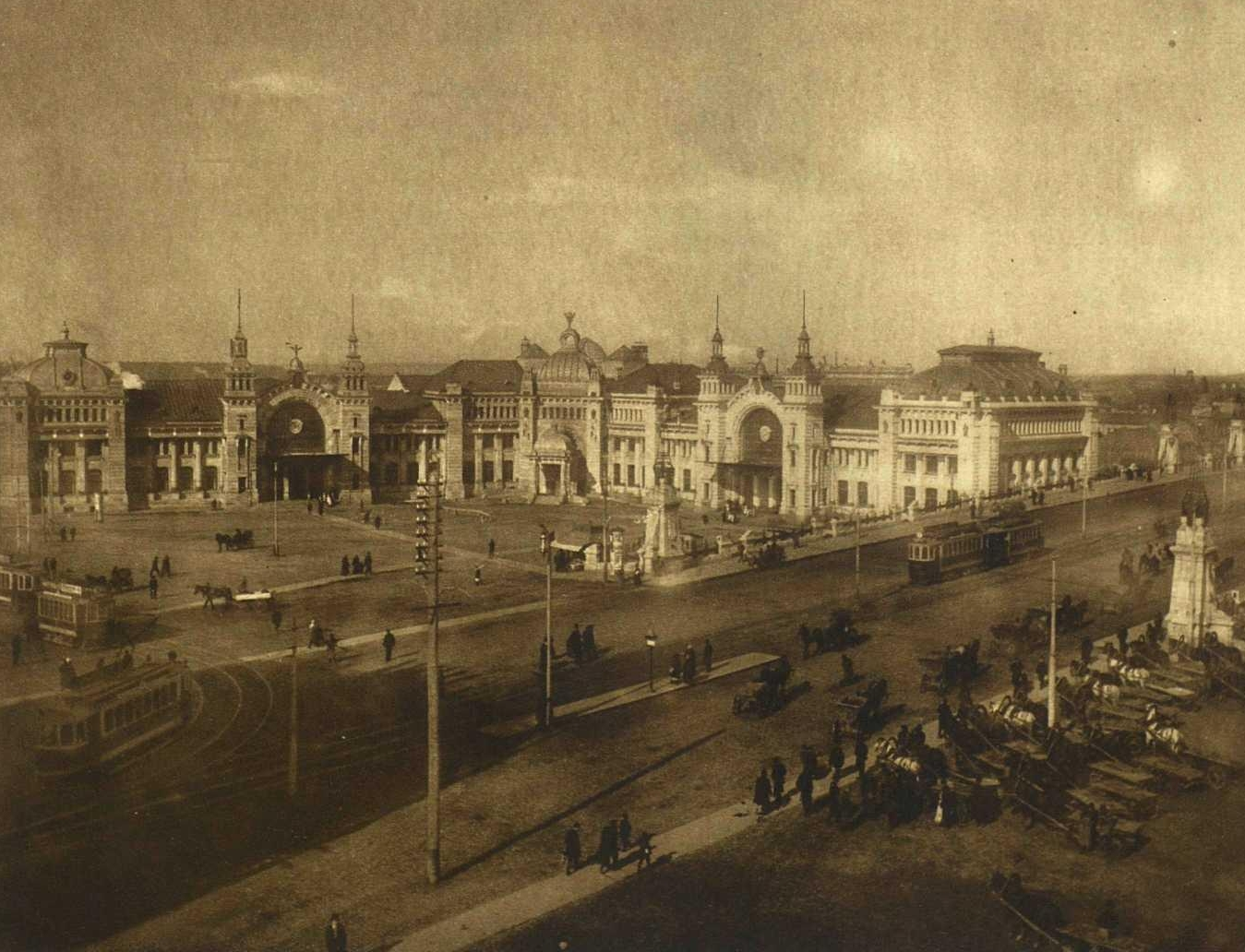
Nádraží v roce 1911.